# Jean-Baptiste Mimiague
Jean-Baptiste Narcisse Mimiague (Guéthary, 3 febbraio 1871 – Londra, 6 agosto 1929) è stato uno schermidore francese, vincitore di una medaglia di bronzo nella scherma ai giochi olimpici.